# Charlotte de Lusignan
Pour les articles homonymes, voir Charlotte.
Charlotte de Lusignan, née le 28 juin 1444 à Nicosie et morte le 16 juillet 1487 à Rome, est une princesse issue de la Maison de Lusignan, reine de Chypre (1458-1460). 

## Biographie
Charlotte de Lusignan naît le 28 juin 1444 à Nicosie. Elle est la fille de Jean II de Chypre et d'Hélène Paléologue.
Elle épouse en premières noces le 21 décembre 1456 Jean de Portugal, titré prince d'Antioche, mais celui-ci est empoisonné et meurt le 21 juin 1457 à Nicosie.
Elle devient reine de Chypre à la mort de son père (sacrée à Nicosie), mais son demi-frère bâtard Jacques l'Archevêque, ecclésiastique, ayant mis dans ses intérêts le sultan d'Égypte, a également des vues sur le trône. Son frère prend la fuite en 1459 et se réfugie à la cour d'Al-Achraf Sayf ad-Dîn Inal al-Ala’i, sultan mamelouk d'Égypte.
Elle se marie en secondes noces, en 1459, avec son cousin germain Louis de Savoie, dit de Genève (1436-1482), comte apanagé de Genève.
Pendant ce temps Jacques l'Archevêque intrigue à la cour du sultan. Il débarque en septembre 1460 à la tête d'un détachement mamelouk, et prend rapidement le contrôle de l'île. La reine et les barons loyalistes se retirent dans la forteresse de Cérines (Kyrenia), qui n'est prise que trois années plus tard, en septembre 1463. Charlotte part alors en Occident.
En 1485, elle cède tous ses droits sur Chypre et Jérusalem à son neveu Charles Ier de Savoie et meurt à Rome le 16 juillet 1487. Elle est enterrée au Vatican, dans la crypte de la basilique Saint-Pierre. Elle n'a aucun enfant de ses deux mariages.